# Persicaria amphibia
Persicaria amphibia é uma planta aquática bastante comum na Europa.